# История евреев в Турции
История турецких евреев (тур. Türkiye Yahudileri, ивр. יהודים טורקים‎, сеф. Djudios Turkos) началась 2400 лет назад, когда евреи впервые поселились на территории современной Турции. Еврейские общины в Малой Азии существовали начиная с V века до н. э. Уже в Средние века многие испанские и португальские евреи, высланные из Испании, нашли приют в Османской империи — включая регионы, являющиеся частью современной Турции. Сегодня большинство турецких евреев живут в Израиле, в то время как в самой Турции по-прежнему проживает небольшая еврейская община.

## История

### Библейская эра
На сегодняшний день известно, что древние израильтяне импортировали медоносных пчёл из Анатолии — азиатской части современной Турции. Группа израильских археологов обнаружила около 30 неповрежденных ульев, сделанных из соломы и необожженной глины, а также доказательства того, что на месте совместного израильско-ханаанского города Тель-Рехов их было несколько сотен. По некоторым данным, эти пчёлы были импортированы из регионов современной Турции, поскольку с ними было значительно легче обращаться, чем с израильскими пчелами — которые были чрезвычайно агрессивны.

### Римская и византийская эра
Согласно еврейским писаниям, Ноев ковчег достиг земли на вершине горы Арарат, расположенной в Восточной Анатолии — недалеко от современных границ Турции, Армении и Ирана. Еврейский историк I века Иосиф Флавий отмечает еврейское происхождение многих городов в Малой Азии, хотя большая часть его источников вызывает вопросы. В Новом Завете содержатся многочисленные упоминания о еврейских поселениях в Анатолии: в частности, Послание к Галатам было направлено жителям одного из районов Анатолии, где когда-то находилось еврейское население.
Если основываться на археологических доказательствах, то можно утверждать, что с IV века до нашей эры в Малой Азии существовало еврейское сообщество — особенно в городе Сардис. Последующий империи — Римская и Византийская — включали значительные грекоязычные еврейские общины в своих анатолийских владениях, которые, как представляется, были относительно хорошо интегрированы и пользовались определённым юридическим иммунитетом. На размер еврейской общины не сильно повлияли попытки ряда византийских императоров (в первую очередь — Юстиниана) насильно переводить евреев Анатолии в христианство — успех этих попыток был более чем ограниченный. И сегодня историки продолжают изучать детали статуса евреев в Малой Азии при византийском правлении. Несмотря на некоторые свидетельства отдельных актов враждебности со стороны византийских народов и властей, в целом, в Византии не произошло систематического преследования евреев как группы — особенно по сравнению с происходившими в то же время в Западной Европе погромами, убийствами и массовыми высылками.

### Османская эпоха
Статус евреев в Османской империи часто зависел от конкретного отношения к ним того или иного султана. Например, Мурад III приказал, чтобы отношение ко всем немусульманам было направлено на их «смирение и уничижение» — им запрещалось «жить вблизи мечетей или высоких зданий», иметь в собственности рабов. Другие османские правители были более терпимы.

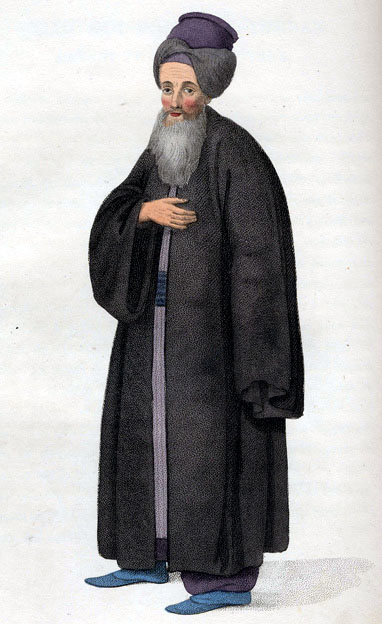
Турецкий еврей, 1779 год

Первое крупное событие в еврейской истории Турции произошло после того, как Империя получила контроль над Константинополем. После завоевания Константинополя Султаном Мехмедом II он нашел город в состоянии беспорядка. После многочисленных осад, разрушительных завоеваний католиками-крестоносцами (1204) и эпидемий «чёрной смерти» город был мало похож на столицу времён своего расцвета. Поскольку Мехмед хотел, чтобы город стал его новой столицей, он распорядился его восстановить: а для того, чтобы возродить Константинополь, он приказал, чтобы мусульмане, христиане и евреи со всей империи были переселены в новую столицу. В течение нескольких месяцев большинство евреев империи оказались сосредоточены в Константинополе, где они составляли до 10 % населения. Но, в то же время, принудительное переселение воспринималась самими евреями как «ссылка» или депортация.
Число местных евреев вскоре подкрепилось небольшими группами ашкеназских евреев, которые иммигрировали в Османскую империю в период с 1421 по 1453 год. В 1492 году султан Баязид II послал Кемаля Рейса спасти сефардских евреев Испании от испанской инквизиции, предоставив им разрешение поселиться в Османской империи.
Наибольший же приток евреев в Малую Азию и Османскую империю, в целом, произошёл во время правления Баязида II (1481—1512): после изгнания евреев из Испании, Португалии, Южной Италии и Сицилии. Султан официально пригласил евреев, высланных из Испании и Португалии, и они начали прибывать в империю в значительном количестве.
Иудеи удовлетворяли различные экономические потребности империи: турки в те годы, в основном, не интересовались коммерческими предприятиями и, соответственно, оставляли коммерческие занятия членам религиозных меньшинств. К тому же османы не доверяли христианам, чьи страны они недавно завоевали — поэтому естественно было их предпочтение членов еврейской общины. Сефардским евреям было разрешено поселиться в богатых городах империи: особенно в европейских провинциях и на средиземноморском побережье.

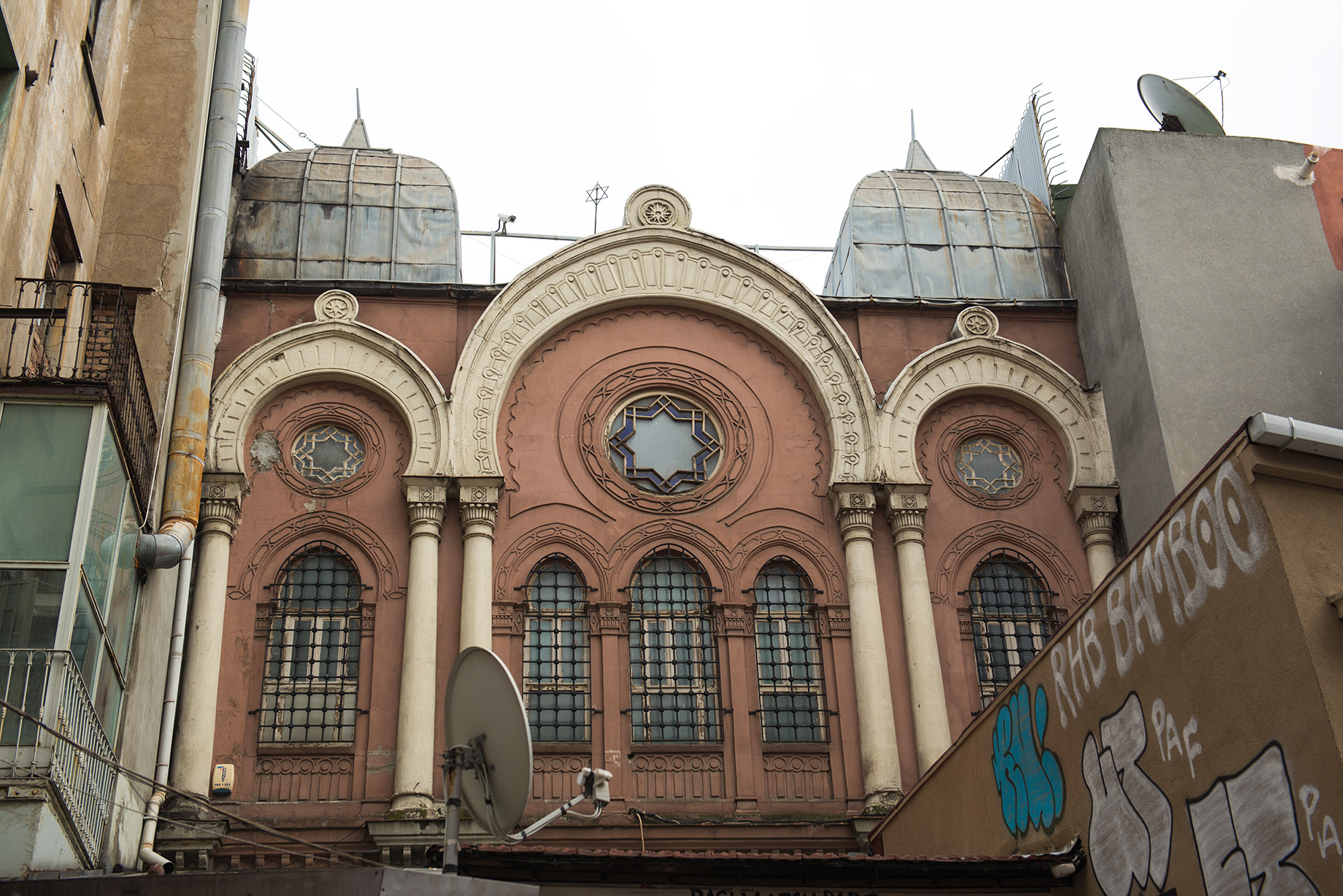
Стамбульская ашкеназская синагога

После Младотурецкой революции в конце 1913 года был заключен тайный союз иттихадистов и сионистов. Сионисты должны были поддерживать младотурок внутри Турции, а также помогать им в материальном обеспечении российских революционных мусульманских и татарских партий (на практике реализовано не было). Некоторые евреи получили довольно высокие посты. Так, помощником полицмейстера Константинополя стал Авраам-бей, а охранное отделение турецкой столицы возглавил Самуил-эфенди. Оба еврея вступили в партию «Единение и прогресс» и находились под покровительством Талаат-паши. Оба еврея внесли существенный вклад в ликвидацию российской агентуры. В январе 1914 года Самуил-эфенди и Авраам-бей раскрыли сначала Ленчевского, а затем Кречунеско. В итоге российский политический сыск в Константинополе прекратил существование.